# Mas Malla
El Mas Malla és una obra del municipi d'Artés (Bages) inclosa en l'Inventari del Patrimoni Arquitectònic de Catalunya.

## Descripció
Es tracta d'una construcció civil: Masia de planta rectangular amb la façana principal orientada a migdia i coberta a quatre vessants. Al cos més antic de l'edifici (format per la planta rectangular que correspon al primer tipus de Masia en la classificació de Danés) li fou unit al segle xix un cos paral·lel amb la prolongació de la teulada. Aquesta façana és totalment arrebossada i reprodueix en portes i finestres l'esquema d'arc apuntat d'inspiració medievalista; una total simetria caracteritza el conjunt.

## Història
La masia és una construcció del segle xviii a la qual se li agregà al segle xix una nova façana seguin el corrent estilístic d'historicisme medievalista d'inspiració gòtica; aquesta obra deuria ser paral·lela a la nova façana de la masia de Can Vila.
La masia és documentada, però, des del segle xvi car l'any 1553 és esmentada en el Fogatge: "Joan Do qui sta a Malla"dins el terme i parròquia d'Artés.